# Haplodontium argentifolium
Haplodontium argentifolium là một loài Rêu trong họ Bryaceae. Loài này được (Mitt.) A. Jaeger mô tả khoa học đầu tiên năm 1875.